# Litoria longirostris
Espèce
Statut de conservation UICN

 LC  : Préoccupation mineure
Litoria longirostris est une espèce d'amphibiens de la famille des Pelodryadidae.

## Répartition
Cette espèce est endémique du Queensland en Australie. Elle se rencontre dans les monts McIlwraith dans le Comté de Cook au centre de la péninsule du cap York.
La zone de répartition de l'espèce est d'environ 7 100 km2.

## Description
Le mâle holotype mesure 26,8 mm.
Les mâles mesurent de 25 à 27 mm et les femelles de 25 à 26 mm.

## Publication originale
- Tyler & Davies, 1977 : A New Species of Hylid Frog from Northern Australia. Copeia, vol. 1977, no 4, p. 620-623.